# Galina Nikitina
Galina Nikitina (ros. Галина Никитина, ur. w 1952) – radziecka, brązowa medalistka mistrzostw świata.

## Kariera
Największy sukces w karierze Galina Nikitina osiągnęła w 1977 roku, kiedy zdobyła brązowy medal podczas wielobojowych mistrzostw świata w Keystone. W zawodach tych wyprzedziły ją jedynie rodaczki: Wiera Bryndziej oraz Galina Stiepanska. Nikitina zajęła tam kolejno szóste miejsce na 500 m, piąte na 1500 m oraz trzecia na dystansach 1000 i 3000 m. Był to jednak jedyny medal wywalczony przez nią na międzynarodowej imprezie tej rangi. Ponadto w 1976 roku zdobyła brązowy medal mistrzostw Związku Radzieckiego w wieloboju.